# Pozo Borrado
Pozo Borrado é uma localidade e comuna da província de Santa Fé, no departamento de Nueve de Julio, na Argentina.
Se encontra a 404 km da  capital da província, Santa Fé, e, aproximadamente, a 20 km do limite provicial que a separa da província de Santiago del Estero.
A superfície do distrito é de 1.890 km².